# Казуйоши Накамура
Казуйоши Накамура (на японски: 中村 一義) е японски футболист.

## Национален отбор
Записал е и 5 мача за националния отбор на Япония.
| Япония | Япония | Япония |
| Година | Мачове | Голове |
| ------ | ------ | ------ |
| 1979   | 5      | 1      |
| Общо   | 5      | 1      |